# 鈴木康博 (野球)
鈴木 康博（すずき やすひろ、1969年2月21日 - ）は、栃木県日光市出身の元プロ野球選手（外野手）。右投右打。

## 来歴・人物
小学3年で野球を始め、日光市立東中学校では県大会に出場。日光高では2年夏にレギュラーとなり、3年夏は1番を打つ傍ら投手も務め、公式戦でも登板した。県予選では4回戦まで進出したが、甲子園出場はかなわなかった。
1986年のプロ野球ドラフト会議でヤクルトスワローズから6位指名を受け入団。
1989年はMLBの1A・サリナス・スパーズに野球留学した。1992年8月、イースタン・リーグの対ロッテ戦で2試合連続本塁打を打ったが、一軍出場のないまま1993年限りで現役を引退した。

## 詳細情報

### 年度別打撃成績
- 一軍公式戦出場なし

### 背番号
- 68 （1987年 - 1993年）